# Oberleitungsbus Tschiatura
Der Oberleitungsbus Tschiatura war ein Oberleitungsbus-Betrieb in Georgien.

## Geschichte
Der Betrieb bestand aus einer einzigen von der Kleinstadt Tschiatura ausgehenden Überlandstrecke. Diese wurde am 7. November 1967 eröffnet und war zunächst neun Kilometer lang. Am 1. Juli 1969 verlängerte man sie um weitere sieben Kilometer bis nach Satschchere. Die als Linie 1 bezeichnete Route wurde schließlich im Juni oder Juli 2008 stillgelegt, im August 2008 war die Oberleitung bereits teilweise demontiert. Ursächlich für die Einstellung war der Fahrgastrückgang infolge des Niedergangs der örtlichen Industrie und der gesunkenen Bevölkerungsdichte. Bereits vor der endgültigen Einstellung war der Oberleitungsbus Tschiatura aufgrund von Strommangel häufig unterbrochen.

## Fahrzeuge
Der Oberleitungsbus Tschiatura wurde mit Fahrzeugen des Typs Škoda 9Tr betrieben. 1972 erreichte der Bestand mit 25 Wagen seinen Höhepunkt. 1979 standen noch zwölf Fahrzeuge zur Verfügung, 1999 wurde die einzige Linie mit sechs Wagen im 30-Minuten-Takt bedient. 2006 waren nur noch zwei 9Tr im Einsatz. Aus Tbilissi wurden zuletzt noch einige modernere Wagen des Typs Škoda 14Tr übernommen, sie dienten in Tschiatura aber nur noch als Ersatzteilspender.